# Naissance en 1197
Naissance
- 1193
- 1194
- 1195
- 1196
- 1197
- 1198
- 1199
- 1200
- 1201

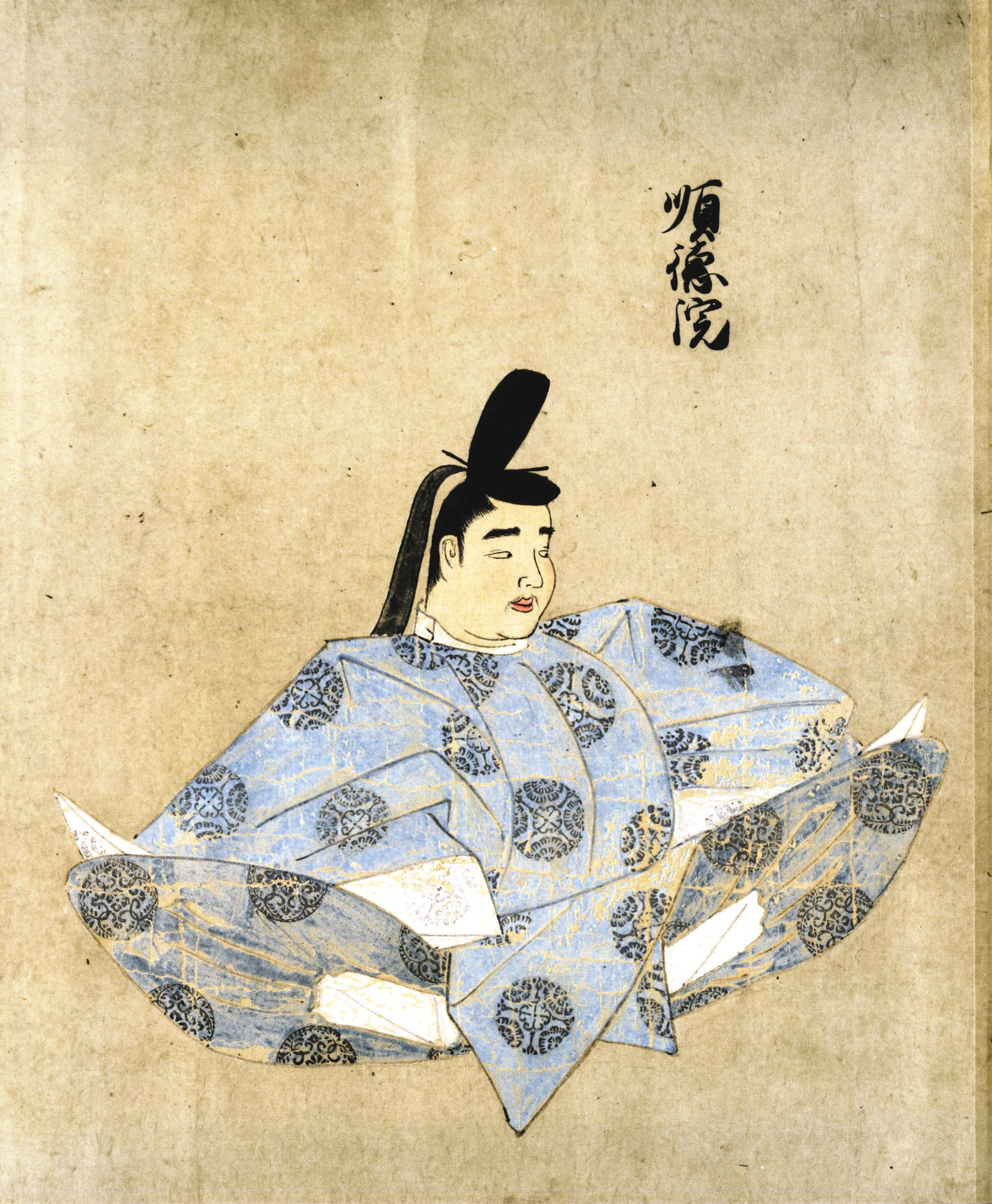
L'empereur Juntoku, né en 1197.

Cette page dresse une liste de personnalités nées au cours de l'année 1197 :
- juillet : Raymond VII de Toulouse, comte de Toulouse, de Saint-Gilles, duc de Narbonne, marquis de Gothie et de Provence.
- 22 octobre : Juntoku, 84e empereur du Japon.

- Agnès d'Assise, religieuse de l'ordre des Pauvres Dames de Saint-Damien, dites clarisses.
- Amédée IV de Savoie, 10e comte de Savoie, d'Aoste, de Maurienne et seigneur de Piémont.
- Richard de Chichester, évêque de Chichester en Angleterre.
- Princesse Rishi, princesse puis impératrice consort du Japon.
- Hōjō Tokimori, deuxième Rokuhara Tandai minamikata  (chef de la sécurité intérieure à Kyoto).
- Yusuf al-Mustansir, ou al-mustanṣīr bi-llah yūsuf ben an-nāṣir, calife almohade.
- Zen'en, sculpteur bouddhique (busshi).

date incertaine (vers 1197)
- Archambaud VIII de Bourbon, seigneur de Bourbon.